# ドルフ・ラングレン 処刑鮫
『ドルフ・ラングレン 処刑鮫』（原題: Shark Lake）は、2015年にアメリカ合衆国で製作されたアクションサスペンス映画。製作・監督をジェリー・デューガンが、脚本をデヴィッド・アンダーソンとゲイブ・バーンスタインが務めた。主演はドルフ・ラングレン。
アメリカ合衆国では2015年10月2日に、日本では2016年8月3日にビデオ発売がなされた。

## ストーリー
湖畔の町で警官として働くメレディスは、過去に自身が逮捕した犯罪者クリントの娘カーリーを引き取り、本当の親子のように幸せな毎日を過ごしていた。一方クリントは数年の刑務所生活の末、ついに仮出所の日を迎えており、早速彼は娘のもとへと向かう。ちょうどその頃、町の湖では遊泳者が鮫に襲われる事故が続発していた。湖にいるはずのない鮫が現れたという報せを受けたメレディスはこれを調査していくが、その途中で彼女はクリントと再会する。

## キャスト
※括弧内は日本語吹替
- クリント・グレイ - ドルフ・ラングレン（大塚明夫）
- メレディス・ヘルナンデス - サラ・マラクル・レイン（本田貴子）
- カーリー・グレイ - リリー・ブルックス・オブライアント（釘宮理恵）
- ピーター・メイズ - マイケル・アーロン・ミリガン（神谷浩史）
- ルイス・ギャロウェイ - ランス・E・ニコルズ（楠見尚己）
- ドン・バーンズ - ジェームズ・チャルク（安原義人）
- ギャレス・ロス - マイルズ・ドリアック（木下浩之）